# SN 2009kq
SN 2009kq – supernowa typu Ia odkryta 5 listopada 2009 roku w galaktyce M+05-21-01. W momencie odkrycia miała maksymalną jasność 16,80m.